# Двухэтажный автобус

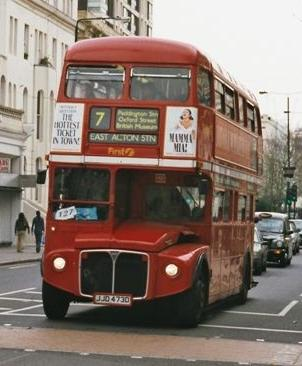
«Routemaster»
совершил свой последний рейс 9 декабря 2005 года — почти 50 лет они проездили по улицам Лондона

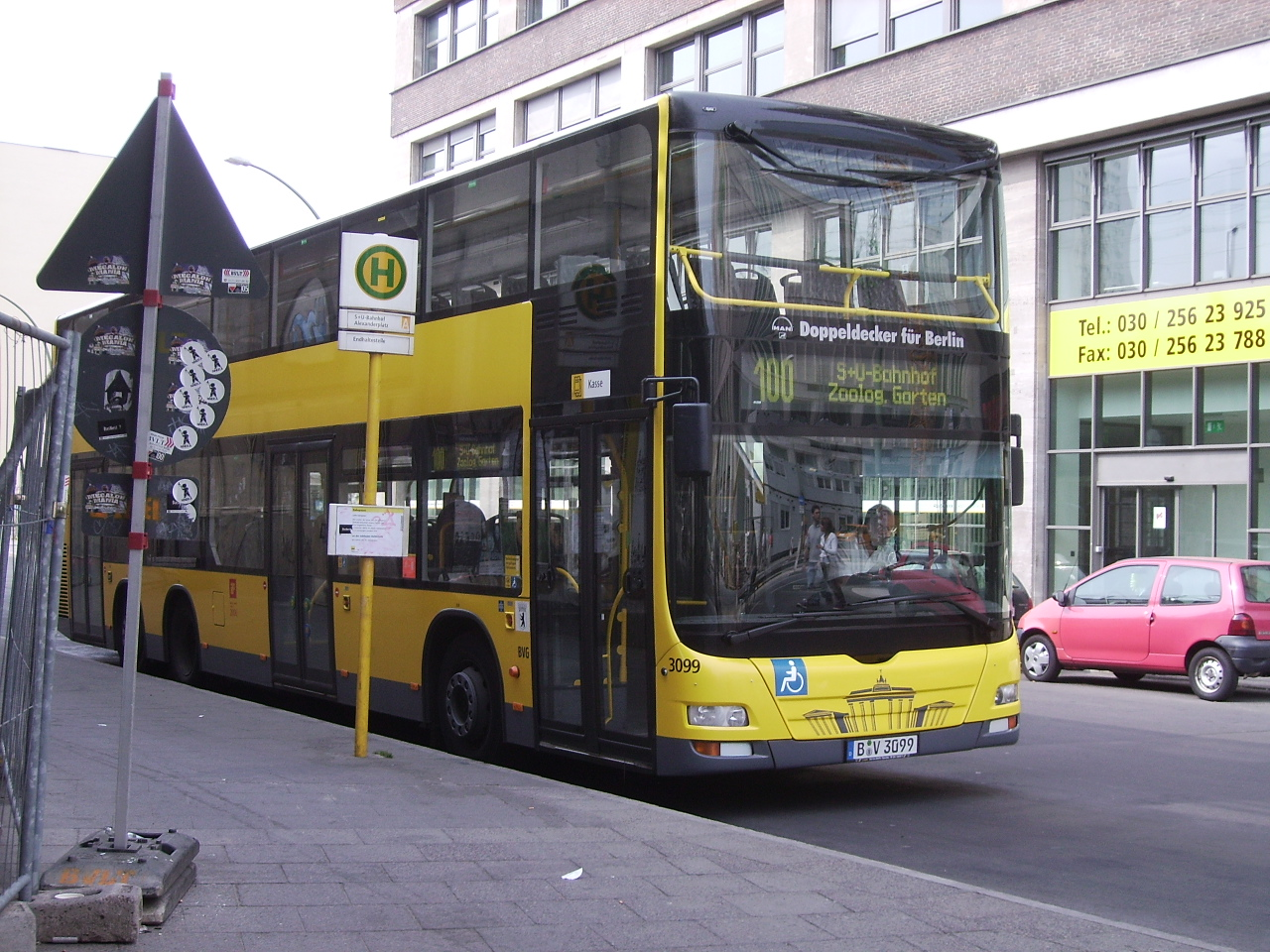
двухэтажный автобус в Берлине

Двухэтажный автобус — автобус, имеющий два этажа (палубы). Двухэтажные автобусы массово использовались в качестве городского транспорта в Великобритании, а также используются и ныне в некоторых городах Европы, Азии, Австралии. Известнейшим двухэтажным автобусом является лондонский даблдеккер «Рутмастер» (англ. Routemaster), ставший символом города и, возможно, самым узнаваемым городским автобусом в мире. Кроме того, существуют и междугородние модели двухэтажных автобусов.
Ранние двухэтажные автобусы имели отдельную кабину водителя. Доступ пассажиров в салон осуществлялся через открытую площадку в задней части автобуса. Современные двухэтажные автобусы имеют главный вход в передней части салона рядом с водительской кабиной.

## Использование в настоящее время
Ныне встретить «Рутмастер» можно на двух туристических маршрутах. Он был создан для увеличения пассажировместимости при соблюдении действовавшего тогда в Лондоне ограничения на длину транспорта. Дверей автобус не имел, открытая платформа в задней части позволяла быстро входить и выходить, причём не только на остановках, но также и при остановке на перекрёстке или в пробке (что часто приводило к травмам). Билеты покупались или предъявлялись кондуктору там же, поэтому экипаж этих автобусов обычно состоял из водителя и кондуктора, что делало их довольно дорогостоящими в эксплуатации. Рутмастеры были заменены современными двухэтажными автобусами — в современные автобусы-даблдекеры посадка проводится через переднюю дверь, а высадка через заднюю.
Широко распространённый миф о том, что двухэтажные автобусы склонны к опрокидыванию, не соответствует действительности — большинство двухэтажных автобусов оснащены механизмами противодействия опрокидыванию (обычно балласт из чугунных чушек, установленный на шасси для понижения центра тяжести).

Автобус (AEC Regent bus) не так легко опрокинуть

## Особенности конструкций
Некоторые двухэтажные автобусы имеют открытый верхний этаж без крыши и с низкими бортами — они популярны для осмотров достопримечательностей. Есть по крайней мере два преимущества такого двухэтажного автобуса: пассажиры, сидя выше, видят дальше, кроме того, воздух лучше на открытой палубе, чем на дорожном уровне, заполненном автомобилями.

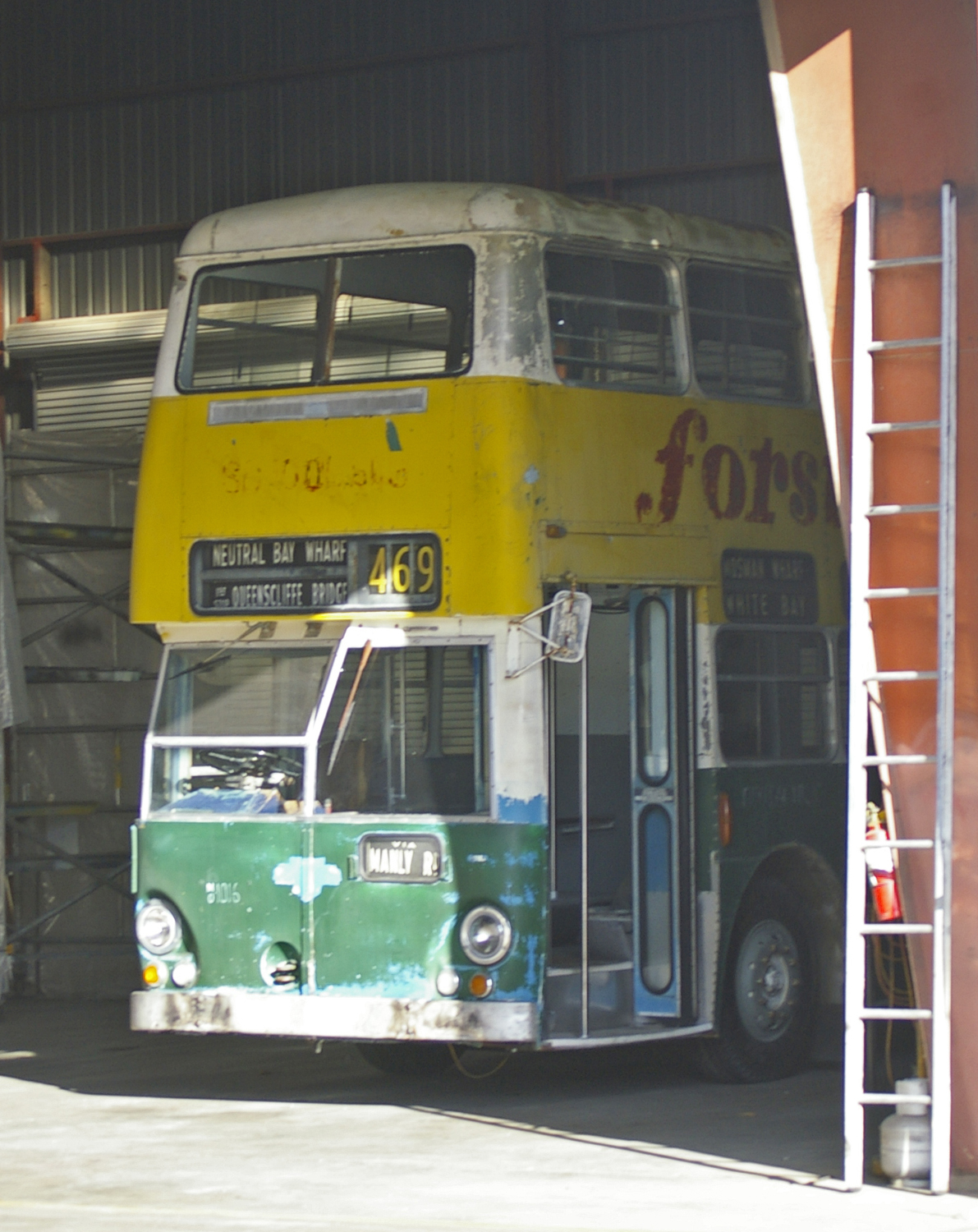

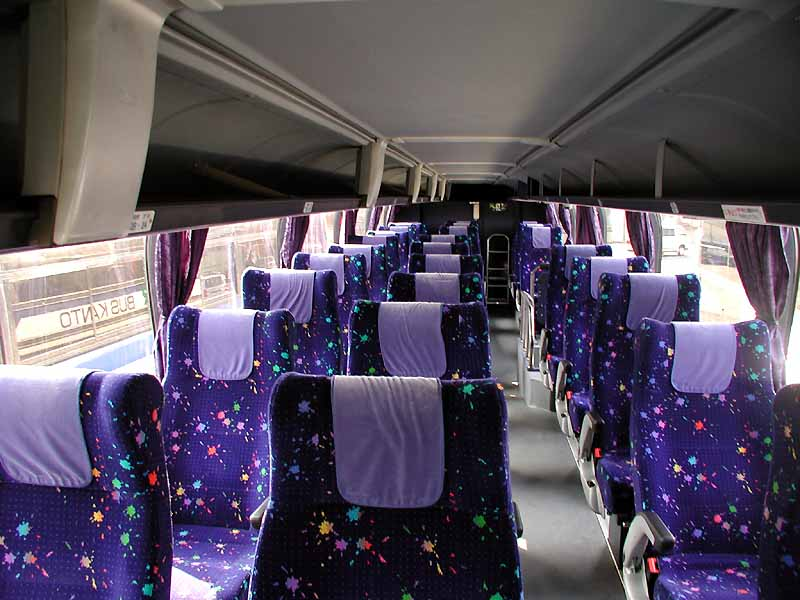
верхний этаж

## Плюсы и минусы конструкции
Двухэтажные автобусы имеют множество неудобств по сравнению с одноэтажными автобусами, включая:
- Большее время посадки и высадки пассажиров.
- Более высокие эксплуатационные расходы из-за более сложной конструкции такого автобуса.
- Всход на верхний этаж по лестнице, что неудобно для пожилых, пассажиров с детскими колясками, инвалидов.
- Требуется большая высота гаражей и ремонтных мастерских.
- Маршруты, на которых могут использоваться такие автобусы, ограничиваются высотой путепроводов, контактной сети электротранспорта и другими преградами.
- Лондонские автобусы левосторонние, ввиду чего их возможно использовать только в городах стран с левосторонним движением и невозможно использовать в городах основной части мира

Однако есть и многие преимущества.
- Большая пассажировместимость при относительно небольшой длине.
- Маневренность и динамика лучше, чем y сочленённых автобусов («гармошек», «длинномеров»).
- Удобство для пассажиров. Автобусы предназначены в первую очередь для перевозки сидящих пассажиров.
- В Лондоне использовалась буферная схема с открытой площадкой, позволяющая войти или сойти на ходу (при фактической остановке у пассажира должен быть Oyster и не должно быть таблички FULL).

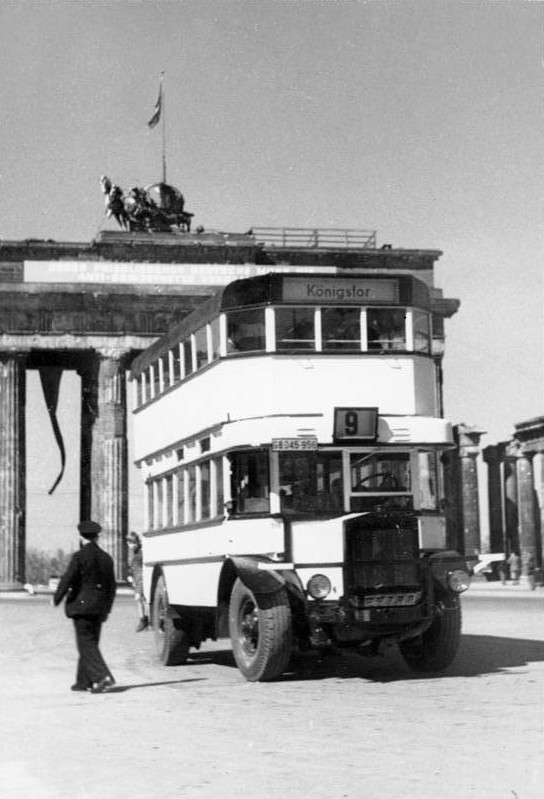
Автобус в Берлине, 1949 год

## Где используются

### Индия
Двухэтажные автобусы широко используются во многих крупных городах Индии. Большинство автобусов местного производства, но встречаются и Роутмастеры или Leyland, кроме того, в Индии пассажиры часто ездят и на крышах одноэтажных автобусов и поездов.

### СССР и постсоветские страны
В 1959 году в Москве начали эксплуатироваться три двухэтажных автобуса германского производства, но к 1964 году все автобусы были списаны из-за трудности в эксплуатации. В Гомеле несколько двухэтажных автобусов МАН эксплуатировались с 1997 по 2004 год.

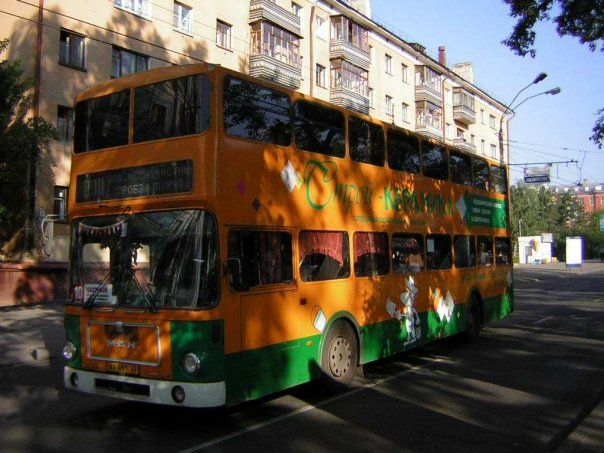
MAN SD200 в Барнауле, 2009 год

С начала 2000-х годов до 2011 года двухэтажные автобусы в небольших количествах эксплуатировались в Барнауле.
В конце 1990-х, начале 2000-х в Санкт-Петербурге на пригородном маршруте Т-4 ходили жёлтые двухэтажные MAN 200-й серии. Сейчас останки этих автобусов можно увидеть в парке. По маршруту следования было одно узкое место — мост на проспекте Стачек, где эти автобусы следовали строго по осевой (с разрешения ГАИ).
В Таллине точно такие же автобусы работают на экскурсионных маршрутах — 3 с крышей и один без неё.
В 2006 году московские власти заявили o намерении закупить двухэтажные автобусы «Неоплан» (продукция германского концерна МАN) для использования на городских маршрутах. Они короче, чем привычные горожанам сочленённые (в частности, «Икарусы» и двухсекционные «Мерседес Цитаро»), но за счёт второго этажа превышают их по вместимости. Двухэтажные Неопланы предназначены в первую очередь для перевозки сидящих пассажиров — от 86 до 99 в зависимости от модификации. Уменьшить количество сидений для увеличения общей вместимости нельзя во избежание поднятия центра тяжести и, соответственно, повышения риска опрокидывания (хотя можно добавить балласт и/или уменьшать количество сидячих мест только на нижней палубе). Ещё один недостаток двухэтажных автобусов — низкая высота потолка, — на втором этаже она составляет всего 1700 мм. (Для сравнения, высота потолка в используемых в качестве маршрутных такси Volkswagen LT46 — 1855 мм.) Также следует отметить и необходимость радикального переоснащения автобусных парков для обеспечения работы столь высоких автобусов.
В Сочи на 88 маршруте работает двухэтажные автобусы «Матрёшки». В летний сезон они работают на экскурсионных маршрутах, а в остальное время на 88 маршруте.

### Гонконг и Сингапур

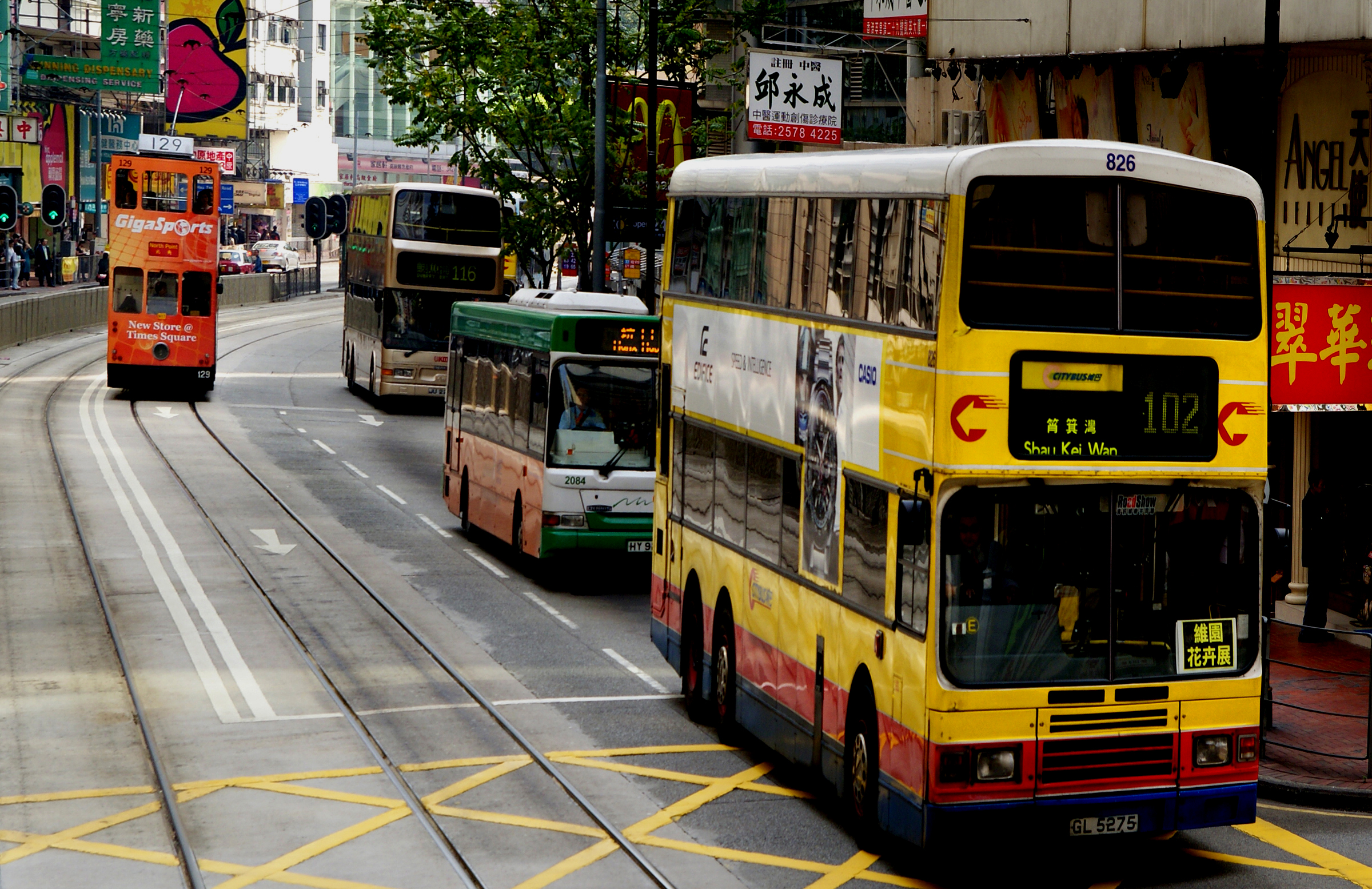
двухэтажные автобусы и двухэтажный трамвай в Гонконге

Большинство автобусов в Гонконге и приблизительно половина в Сингапуре — двухэтажные.

### Северная Америка

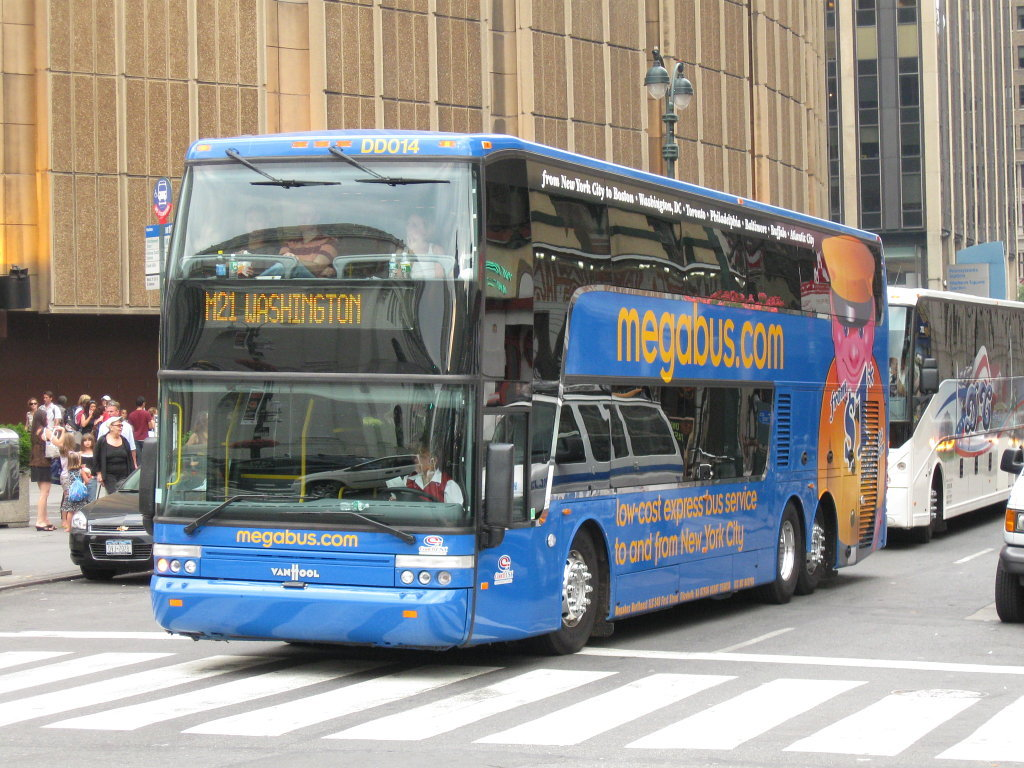
Междугородный двухэтажный автобус в Нью-Йорке. Высота автобуса 13 футов 1,2 дюйма (3992,9 мм), вместимость 79 пассажиров.

Единственные области в Северной Америке, в которых используют двухэтажные автобусы в качестве линейного городского пассажирского транспорта — канадская провинция Британская Колумбия и город Лас-Вегас в США. Двухэтажные автобусы в настоящее время тестируются в Оттаве на специальных маршрутах. Город Дэвис (Калифорния) в США использует старинные двухэтажные автобусы в качестве общественного транспорта, которыми управляет Unitrans (принадлежит Университету Калифорнии (англ. University of California).
- Шри-Ланка
- Китай:
  - Kowloon Motor Bus
  - China Motor Bus
  - New World First Bus
- Гонконг — Citybus Hong-Kong
- Великобритания
  - Лондон London Transport
  - Белфаст
  - Go-Ahead Group Go-Ahead Group
  - Wilts and Dorset Bus Company
  - Манчестер GMPTE
  - Travel West Midlands
  - East Yorkshire Motor Services
- Казахстан:
  - Костанай
- Канада:
  - Gray Line — Gray Line Worldwide
  - BC Transit
- Индия, Мумбай — BEST
- Сингапур — SBS Transit
- США:
  - Калифорния — Unitrans
  - Лас-Вегас — Citizens Area Transit
- Ирландия:
  - Bus Éireann
  - Дублин Dublin Bus
  - Go-Ahead Ireland
  - Ольстер Ulsterbus
  - Translink Translink Northern Ireland
- Стамбул — IETT
- Йоханнесбург
- Берлин — Berliner Verkehrsbetriebe

- Россия:

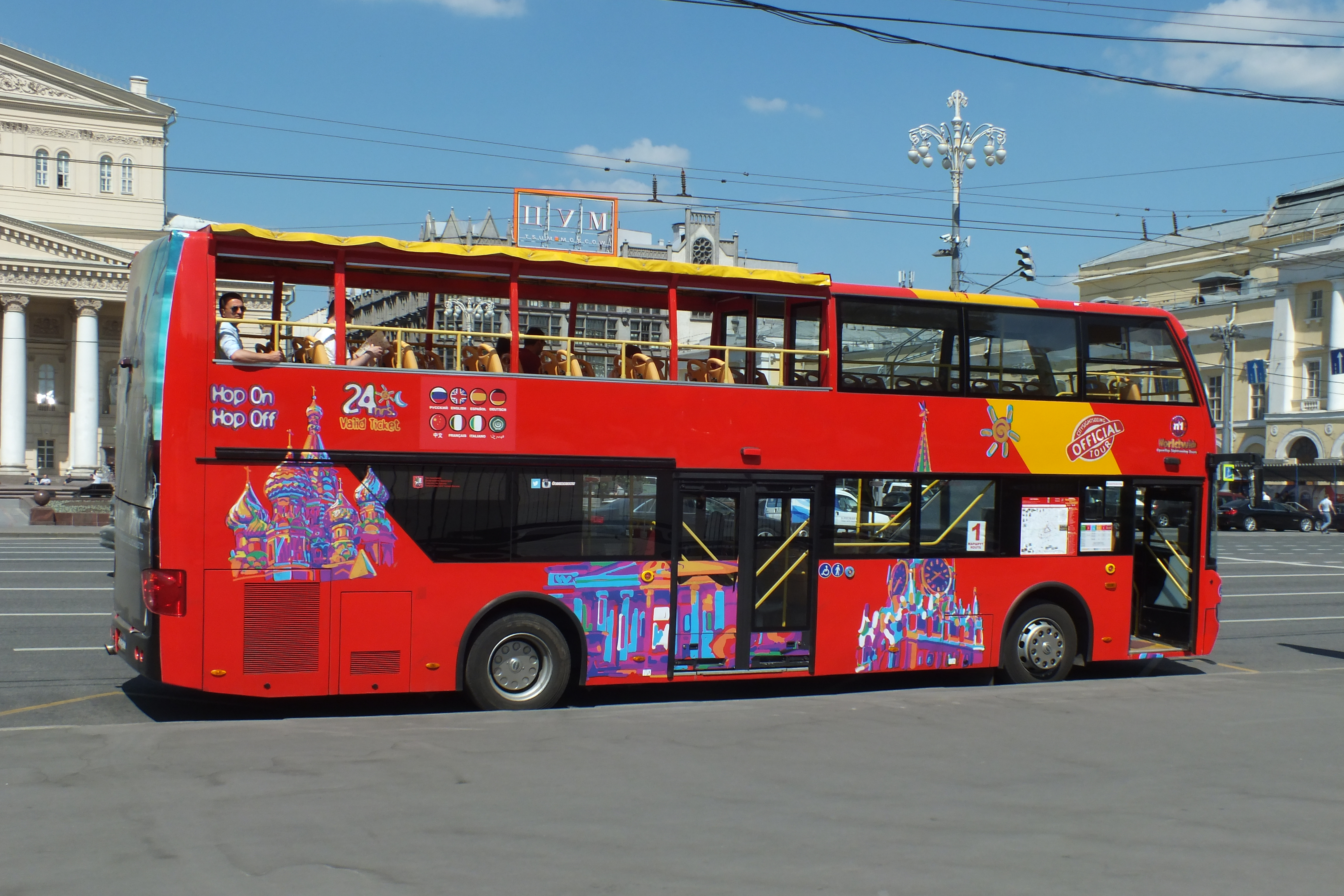
Экскурсионный двухэтажный автобус в Москве около Театральной площади

  - Москва (в качестве туристического)
  - Санкт-Петербург (в качестве туристического)
  - Казань (в качестве туристического)
- Белоруссия:
  - Минск
- Узбекистан (Ташкент)
- Македония
  - Скопье

## Производители и модели двухэтажных автобусов
Традиционно автобусы в Великобритании состояли из шасси, на которое устанавливался специально построенный (обычно другим изготовителем) кузов. Это позволило операторам выбрать транспортное средство, которое удовлетворило их специфическим требованиям. Изготовители шасси в Великобритании включали Leyland, Daimler, AEC, и Guy (некоторые эти компании ныне не существуют). Выбрав шасси, оператор также определял специфический двигатель, и эта сборка транспортировалась к изготовителю автобусных кузовов. 1980-е и 1990-е были трудными годами для британской автобусной промышленности из-за приватизации имевшихся муниципальными властями автобусных компаний, отмены госконтроля маршрутов и сокращения и последующего устранения правительственной программы «Предоставления Автобусных средств» (Bus Grant), («Bus Grant» предоставлял большую часть стоимости новых транспортных средств). Операторы должны были иметь дело с конкуренцией и вошедшими в моду микроавтобусами. В результате закупка новых автобусных транспортных средств резко упала.
В январе 2021 года в Абердине вышли на линию Wright StreetDeck — первые в мире водородные двухэтажные автобусы, стоимость каждого из которых оценивается приблизительно в 500 000 фунтов стерлингов.
- Volvo Bussar (фирма является не только производителем полнокомплектных автобусов, но и поставляет свои шасси многочисленным кузовным фирмам)
  - Volvo Olympian
  - Volvo Super Olympian
  - Volvo B9TL
  - Volvo B7TL
- Neoplan Centroliner
- Neoplan
- Van Hool
- MCW Metrobus
- Plaxton
- Marcopolo S.A.
- Jonckheere
- Ayats
- MAN Truck & Bus
- MAN 24.310
- Автобусы Setra, Setra
- Dennis Specialist Vehicles
- Scania OmniDekka
- Scania N113
- VDL DB250
- Optare Spectra
- Автобусы Mercedes
- Mercedes-Benz O305
- Leyland Olympian
- Leyland Titan (B15)
- Bristol VR
- Wrightbus — производитель автобусов из Северной Ирландии
- Northern Counties
- Plaxton President
- Lothian Buses
- Wright Eclipse Gemini
- East Lancashire Coachbuilders
- Leyland Titan
- Bova
- Ashok Leyland